# NGC 4446
NGC 4446 (również PGC 40962 lub UGC 7586) – galaktyka spiralna (Sc), znajdująca się w gwiazdozbiorze Warkocza Bereniki. Odkrył ją Lewis A. Swift 17 kwietnia 1887 roku.